# Franz von Lodron
Franz Graf von Lodron (* 1614 in Concesio bei Brescia; † 30. November 1652 in Trient) war Bischof von Gurk.

## Leben
Franz von Lodron wurde als Sohn von Hieronymus Graf von Lodron und dessen Gemahlin Julia de Zanetti geboren. Sein älterer Bruder Sebastian war sein Vorgänger im Bischofsamt von Gurk. Bereits als 16-Jähriger erhielt er 1630 von Papst Urban VIII. das Kanonikat an der Kathedrale von Trient, 1632 wurde er Domherr in Salzburg, 1639 Propst von St. Mauritzen in Friesach. Von 1635 bis 1640 studierte er am Collegium Germanicum in Rom.
Am 30. September 1643 wurde er vom Erzbischof von Salzburg zum Nachfolger seines Bruders als Fürstbischof von Gurk ernannt, am 5. März 1644 wurde er konfirmiert und am folgenden Tag wurde er in Salzburg zum Bischof geweiht.
Seine Regierung fiel in schwere Zeiten und war von der letzten Periode des Dreißigjährigen Krieges sowie 1646/1647 von einer Pestepidemie in Straßburg geprägt. 
1646 erhielt er von seinem Metropoliten, dem Salzburger Erzbischof, die Generalvollmacht, in dem zur Erzdiözese gehörigen Teil von Kärnten Kirchen, Altäre und Glocken weihen zu dürfen.
Nach der Errettung von einem gefährlichen Sturz ließ er 1650 in Straßburg die Lorettokirche errichten, in seiner Burg in Straßburg ließ er vom Maler Johann Seitlinger die Bilder der Gurker Bischöfe anbringen, von denen jedoch nur noch Reste vorhanden sind.
Im Jahre 1652 weilte Bischof Lodron auf Besuch bei seinem Vater in Concesio. Auf der Heimreise verstarb er in Trient. Sein Leichnam wurde nach Concesio überführt und an der Seite seines Bruders in der Familiengruft beigesetzt. Sein Wunsch, in der Lorettokirche von Straßburg beigesetzt zu werden, erfüllte sich nicht.